# Culture Shock (Sam & Max)
Sam & Max: Culture Shock (укр. Сем і Макс: Культурний Шок) — відеогра за мотивами коміксів Стіва Парселла Sam & Max, випущена 17 жовтня 2006 року компанією Telltale Games. Culture Shock став першою грою Sam & Max, що була випущена Telltale.

## Ігровий процес
Гра являє собою типовий квест — гравець повинен відвідувати різні локації, збирати деякі предмети до себе в інвентар і застосовувати їх до різних об'єктів, спілкуватися з NPC, щоб отримувати необхідну інформацію.

## Сюжет
Головними героями є приватні детективи, або, як вони самі себе називають, вільна поліція, прямоходяча собака в костюмі Сем (англ. Sam) і кролик Макс (англ. Max). За сюжетом вони займаються розслідуванням діяльності колишньої телезірки 1970-х Бреді Культури (англ. Brady Culture), що займається гіпнозом.
В офісі Сема й Макса лунає телефонний дзвінок від клієнта, але телефон украдений пацюком Джиммі Два Зуби (англ. Jimmy Two-Teeth). Після недовгих розглядів детективам вдається відібрати у пацюка телефон, і тоді стає відомо, що дзвінок надійшов від продавця із сусіднього магазину, що повідомляє про злочинну діяльність у його магазині. Виходячи із свого офісу, Сем і Макс помічають неподалік від себе Знайку (англ. Specs) — колишню телезірку із шоу «Три Шипучки», що виходило в 1970-і. Він малює на стіні графіті із зображенням Бреді Культури й намагається переконати Сема й Макса, що програма Культуры «Очастика» — панацея від усіх лих. Сем і Макс ідуть в магазин (англ. Bosco's Inconvenience), де зустрічаються із продавцем Боско, що їм і дзвонив.
Боско (англ. Bosco) розповідає героям про те, що до нього в магазин прийшов Лійка (англ. Whizzer), ще один з «Трьох Шипучок», котрий проносить усередину касети із очастикою і агітує купити їх. Захисна ж система, установлена у Боско не дозволяє що-небудь виносити з магазину, але для внесення перешкод немає. Обманом Сем підкладає Лійці сир з вітрини, і Лійку нейтралізує захисна система Б-АРАН. Потім Сем і Макс ідуть в іншу будівлю неподалік від свого офісу, де зустрічають ще одного «Шипучку» — Глазійку (англ. Peepers), який говорить, що він Сибіл Пандемік, дипломований психотерапевт. Але в прикомірку детективи знаходять справжню Сибіл Пандемік (англ. Sybil Pandemic), яка повідомляє героям, що Глазійка під гіпнозом і щоб його розгіпнозувати треба вдарити його по голові й наказати перемогти загарбника у своїх снах.
Коли герої вирішують переглянути касету з «Очастикою», але внаслідок випадку їм це не вдається, вони бачать, що пацють Джиммі, що вийшов подивитися телевізор упадає в гіпнотичний стан і повідомляє, що поклоняється Бреді Культурі. Після цього Сем і Макс розуміють, що брати-Шипучки загіпнотизовані.
Після того, як вдається вивести зі стану гіпнозу всіх трьох братів, вони приводять Сема й Макса до будинку Бреді Культури. Але щоб зайти туди потрібно віддати довідку про своє психічне нездоров'я. Сем вирушає до Сибіл, де обманом одержує довідку, яку використовує, щоб пройти до Культури. Але Культура гіпнотизує Сема й схоплює Макса.
Сем приходить до тями, коли він, як колись Лійка, носить касеты з «Очастикою» у магазин Боско. Ухитрившись викликати систему охорони він отримує удар по голові й опиняється у своїх снах, де всюди зустрічає Бреді Культуру. Умудрившись знищити всі його втілення він приходить до тями у Боско, який робить для нього захисне обладнання від гіпнозу — друшляк і тремпель. З ним він знову йде до Культури, який тепер не може загіпнотизувати його. Але він знову підкорив собі «Трьох Шипучок», на яких здавна затаїв образу за те, що через їхнє шоу, яке було популярніше його передачі, його звільнили із телебачення. Заговоривши Культуру Сем змушує його наказати Шипучкам бити себе замість Сема. Звільнений Макс знищує гіпнотичні окуляри Культури. Справа закрита, однак фінальне відео показує по-телевізору ведучу ток-шоу, очі котрої явно показують що вона — загіпнотизована.

## Розробка
Офіційний анонс першої серії відбувся 9 травня 2006 року. 28 серпня стало відомо, що перший сезон буде поділений на 6 эпізодів, які будуть виходити раз на місяць. Після випуску демоверсії у вересні, ресурс 1UP.com написав, що одним із промахів розробників є підбір актора, що озвучує Сема. Ден Адамс, оглядач IGN, зробив висновок, що Sam & Max — один з найкращих варіантів використання популярної в той час епізодичної схеми розповсюдження ігор (в 2006 році також вийшли Half-Life 2: Episode One, SiN Episodes: Emergence).

## Відгуки преси
Відгуки на першу серію в цілому були позитивними.
Рецензент 1UP.com написав у своїй рецензії, що сюжет гри служить лише для виправдання використання жартів, які зрівняв з гумором «Сімпсонів» і «Аероплана», але в цілому лишився незадоволений якістю пілотного випуску й висловив надію, що подальші ігри першого сезону будуть кращі. Стів Баттс, оглядач IGN.com, високо оцінив гру загалом, її графіку й озвучення, але написав, що геймплей не дуже винахідливий, на всю гру знаходяться один-два вартих пазли, а також зауважив, що проходити гру кілька разів не захочеться.

Портал Absolute games поставив грі одну з найнижчих оцінок щодо інших її рецензій — 66 %. У докір грі ставилася якість загадок — основного элементу квестів — яке, на думку автора статті, було набагато нижче рівня оригінальної Sam & Max Hit the Road, рецензент написав, що «на „продовження“ або навіть на „гру“ цей короткий уривок з життя „позаштатних поліцейських“ тягне слабко». «Ігроманія» ж навпаки написала 
|                   | Так ось, Sam & Max: Episode 1 — Culture Shock, хрестоматійний приклад відповідного жанру, так спритно й бездоганно демонструє всім навколишнім, як треба робити квести, що мы отут от прямо зараз, авансом, готові обвішати Telltale Games усілякими регаліями. |
| — Олег Ставицький | |

Єдиним докором, висловленим рецензентом «Ігроманії», була тривалість гри.

### Нагороди
Ресурс tigsource.com поставив Culture Shock на 18-е місце в списку «П'ятдесяти дійсно гарних інді-ігор»(англ. 50 Really Good Indie Games).
IGN.com назвало Culture Shock найкращим квестом 2006 року.
«Ігроманія» поставила Culture Shock (Sam & Max) на 14-е місце в списку найкращих ігор 2006 року.